# Garwolin (stacja kolejowa)
Garwolin – stacja kolejowa w Woli Rębkowskiej, około 5 km od centrum Garwolina, w województwie mazowieckim, w Polsce. 

## Ruch pasażerski[1]
| Rok  | Wymiana pasażerska na dobę |
| ---- | -------------------------- |
| 2017 | 300-499                    |
| 2018 | 300-499                    |
| 2019 | 300-499                    |
| 2020 | 200-299                    |
| 2021 | 300-499                    |
| 2022 | 500-699                    |
| 2023 | 700-999                    |

## Historia
Znajduje się tu 1 peron. Linia kolejowa, przy której znajduje się stacja Garwolin została oddana do użytku w sierpniu 1877 i wtedy stacją obsługującą miasto Garwolin był przystanek kolejowy Wilga (dzisiejsza Ruda Talubska). Około 1910-1914 powstała stacja kolejowa Mirwan (między Pilawą a stacją Wilga), a stacja Wilga została nazwana Garwolin. Przed 1922 nazwy zostały zamienione i tak stacja Mirwan stała się Garwolinem, a stacja Garwolin (wcześniejsza Wilga) – Rudą Talubską.

## Modernizacja
W latach 2017–2019 odbyła się modernizacja stacji. Została całkowicie wymieniona sieć trakcyjna, tory, zburzono stary peron, a na jego miejsce pobudowano dwa nowe, osobne na każdy kierunek. Zmodernizowano oświetlenie peronów i ramp kolejowych, wybudowano w miejscu starego nowe przejście podziemne z 3 wejściami: 1 z podjazdem dla rowerów i 2 z windami.

## Połączenia
- Warszawa Zachodnia
- Grodzisk Mazowiecki
- Dęblin
- Pilawa
- Otwock
- Celestynów

Te połączenia obsługują Koleje Mazowieckie.
| Linia | Operator           | Trasa |
| ----- | ------------------ | --- |
| R7    | Koleje Mazowieckie | Warszawa Zachodnia - Warszawa Śródmieście - Warszawa Wschodnia - Otwock - Celestynów - Garwolin - Dęblin |